# アスベスト館
アスベスト館（アスベストかん）は、1952年、元藤燁子が東京・目黒に設立した劇場である。1952年から1960年代初めにかけては「津田信敏近代舞踊学校」として前衛舞踊の活動拠点、1960年代以降は土方巽によって「アスベスト館」と改名され暗黒舞踏の活動拠点となった。

## 概要
舞踏家、ダンサー、美術家、作家など、前衛的な芸術活動の拠点となり、さまざまな作品が生み出された。
2003年6月経済的理由から閉館。